# Hemichoma bicolor
Hemichoma bicolor är en stekelart som först beskrevs av Szepligeti 1902.  Hemichoma bicolor ingår i släktet Hemichoma och familjen bracksteklar. Inga underarter finns listade i Catalogue of Life.